# Erzsébetváros
Erzsébetváros, o distretto VII (in ungherese VII. kerülete), è un distretto di Budapest, situato sulla riva di Pest del Danubio. In tedesco era noto come Elisabethstadt.

## Descrizione
La parte interna del distretto è lo storico quartiere ebraico di Pest. La Sinagoga grande, la più grande sinagoga esistente in Europa, si trova in questo distretto.
Attualmente è il quartiere più popoloso di Budapest con 29.681,3 persone per km2. Nel 1910 contava 152.454 abitanti.
Durante l'era socialista, la popolazione ha subito un rapido decremento, poiché le famiglie e i giovani si spostavano verso i nuovi quartieri.

## Amministrazione

### Gemellaggi
- Sveti Vlas, Bulgaria
- Požega, Croazia
- Nevers, Francia
- Stavroupoli, Thessaloniki, Grecia
- Siedlce, Polonia
- Stari Grad, Belgrado, Serbia
- Karlovac, Croazia

## Galleria d'immagini

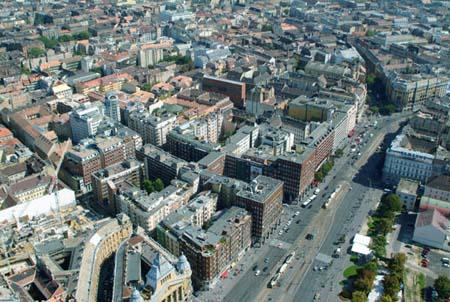
Piazza Madách
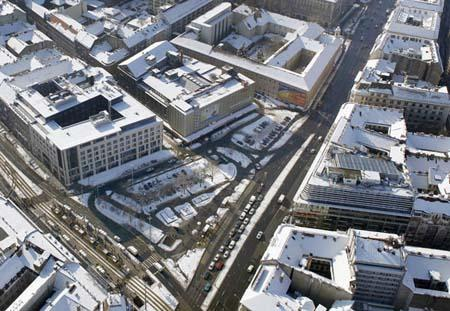
Piazza Blaha Lujza
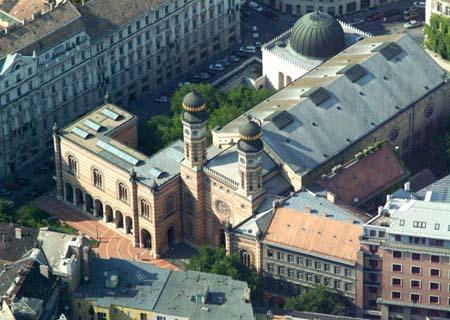
La Sinagoga
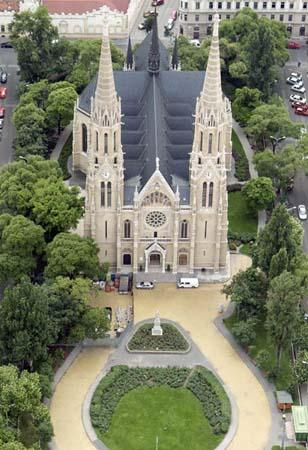
Piazza delle Rose